# Pirates of the Sea
Pirates of the Sea (срп. Пирати са мора) су музичка група из Летоније. Представљали су своју земљу на Песми Евровизије 2008. у Београду.

## Чланови бенда
- Италијански певач Роберто Мелони, који живи у Летонији. Такође је део групе bonaparti.lv, која је представљала Летонију на Песми Евровизије 2007. у Хелсинкију.[3]

- Професионална плесачица Александра Курусова.

- Радио и ТВ звезда Јанис Ваишла. Славу је стекао кроз ТВ емисију „Експедиција”. Преминуо је 9. јануара 2016. године у Берлину у четрдесет и шестој години. Тамо је требало да буде подвргнут трансплантацији срца, али је преминуо пре захвата.[4]

Роберто Мелони и Александра Курусова постали су познати кроз летноску верзију ТВ емисије „Плес са звездама” и одлучили су да заједно са Јанисом Ваишлом формирају групу специјално за Евровизију. Идеја о учешћу на националном прелиминарном такмичењу потекла је од Мелони, који је контактирао Ваишљу и Курусову и позвао их да се придруже групи.

## Бенд у националном финалу
Победили су 2. фебруара 2008. у првом полуфиналу са песмом Wolves of the Sea коју су написала четворица Швеђана Јонас Либерг, Јохан Сахлен, Клаес Андреасон и Торбјорн Васенијус. Бенд је 1. марта победио у финалу, што им је омогућило улазак на Песму Евровизије у Београду.

## Песма Евровизије 2008.
У полуфиналу Песме Евровизије 2008. 22. маја пласирали су се у финале. Два дана касније заузели су дванаесто место, а победио је Рус Дима Билан.